# 장펑

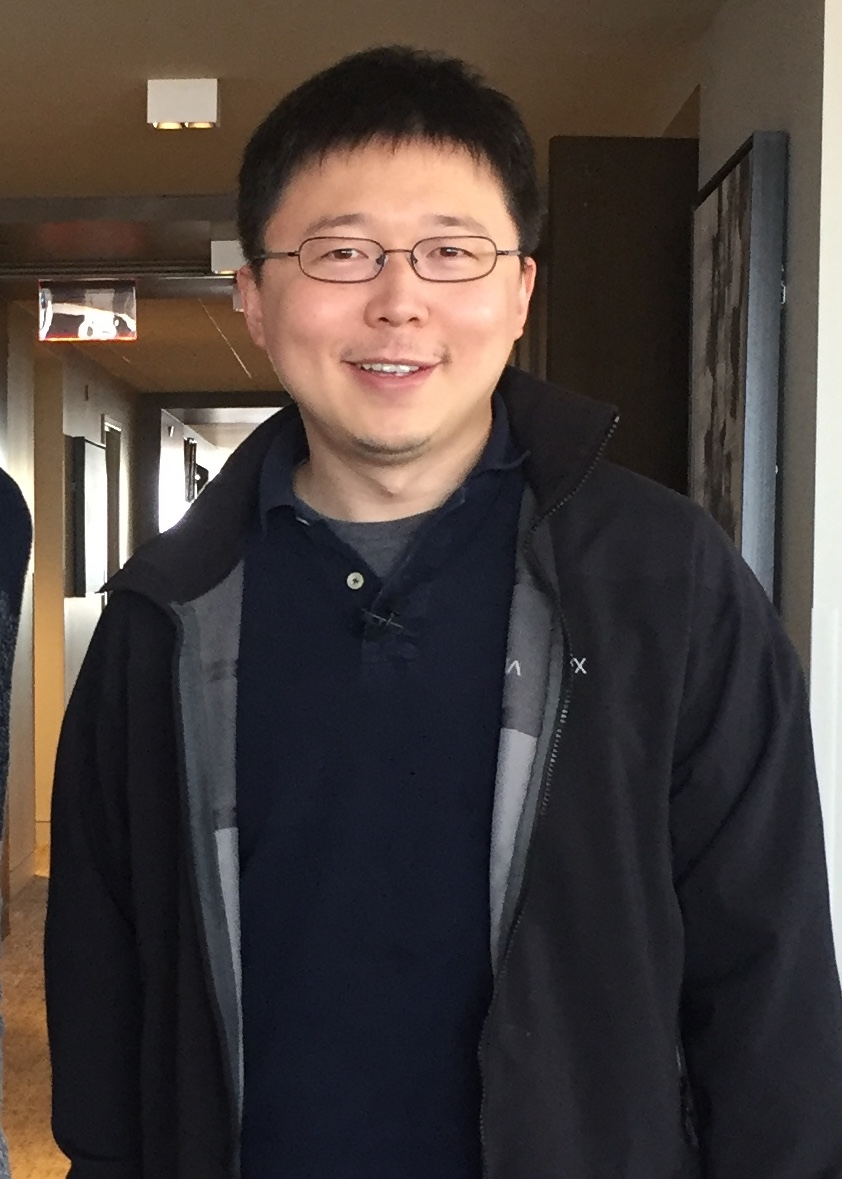
장펑

장펑(중국어: 张锋, 병음: Zhāng Fēng, 영어: Feng Zhang, 1981년 10월 22일~)은 중국계 미국인 생화학자이다. 그는 현재 매사추세츠 공과대학교의 생물공학과에서 신경과학 교수직을 맡고 있다. 그는 하버드 대학교에서도 근무하고 있다. 그는 광유전학 및 크리스퍼 (CRISPR) 기술 개발에서 중심적인 역할을 한 것으로 잘 알려져 있다.

## 생애
1981년 중화인민공화국 허베이성 스자좡시에서 태어났다. 그의 부모는 중국에서 컴퓨터 프로그래머로 일했다. 그는 11세에 어머니와 함께 미국 아이오와주로 이사했다. 그는 시어도어 루즈벨트 고등학교와 센트럴 아카데미에 다녔고, 2000년에 졸업했다.
1999년에 그는 MIT (매사추세츠 공과대학교)의 유명한 과학 연구학회에 다녔고, 2000년에 인텔 과학 재능연구에서 3위를 차지했다. 2004년, 그는 하버드 대학교에서 화학과 물리학 학사를 취득했고, 그곳에서 주앙샤오웨이 (Xiaowei Zhuang)와 함께 일했다. 2009년, 그는 카를 다이서로스의 지도 하에 스탠포드 대학교에서 화학 및 생물공학 박사 학위를 받았으며, 그곳에서 에드워드 보이든과 함께 광유전학 기술을 개발했다.

## 연구 및 업적
그와 그의 연구실은 신경생물학을 연구하기 위한 게놈 및 에피게놈 엔지니어링 기술을 개발하기 위해 합성생물학을 사용하는 데 중점을 두고 있다. 그는 광유전학 분야의 선두주자로, 2010년에는 올해의 방법 (Method of the Year)으로 선정되었다. 그는 박사 과정을 끝낸 연구자로써, TAL 효과기를 사용하여 유전자 전사를 제어하는 작업을 시작했다.
실뱅 모이노 (Sylvain Moineau) 연구실 작업을 바탕으로, 그는 2011년 초에 인간 세포에서 작동하도록 크리스퍼 (CRISPR) 시스템을 활용하고 최적화하는 작업을 시작했다. 그가 인간 세포에서 Cas9 (CRISPR associated protein 9) 시스템을 최적화하는 동안, 제니퍼 다우드나와 에마뉘엘 샤르팡티에의 팀은 정제된 Cas9 단백질과 합성 가이드를 사용하여 DNA 절단을 용이하게 할 수 있는 정체불명의 RNA 디자인을 설명했다. 그는 RNA 발현 접근 방식을 인간 세포에서 사용하기 위한 다우드나와 샤르팡티에의 정체불명의 RNA 기반 설계와 비교하였고, 생화학적 분석에서는 필요하지 않은 포유류 세포에서 Cas9이 효과적으로 기능을 하는데 필요한 유도장치의 특징을 확립했다. 그와 다우드나, 그리고 하버드 연구소의 다른 동료들은 2013년 9월에 에디타스 제약 (Editas Medicine)을 설립하여 크리스퍼 기반 치료법을 개발하고 상용화했다.
그는 계산 생물학 방법을 사용하여 하버드 동료 유진 쿠닌 (Eugene Koonin)과 함께 ‘Cas13’을 발견했다. 2016년, 그는 치료적 용도로 ‘Cas13’을 개발하기 위해 생명공학 연구소를 공동으로 설립했다. 그의 또한 민감한 진단 핵산 검출 프로토콜인 아토몰 (10−18 M) 농도만큼 낮은 바이러스와 박테리아 균주를 검출하고 구별할 수 있는, CRISPR를 토대로 SHERLOCK (Specific High sensitity Enzymatic Reporter UnLOCKing)이라는 진단용 핵산 검출 프로토콜을 개발했다. 그는 2018년에 ‘셜록 생명과학 연구소’를 공동 설립하여 이 진단 기술을 더욱 발전시켰다. 또한 그는 공동 설립자이자 하버드 동료인 데이비드 리우 (David R. Liu)와 함께 빔 치료학을 개발하여 리우의 기본 편집과 프라임 편집 작업을 진척시켰다.
구글 학술 검색에 따르면, 그는 109의 H 지수를 가지고 있다.

## 수상
- 펄-UNC 상 (2011)
- 미국 국립보건원 소장 선구자상 (2012)
- 가베이 상 (2014)
- 앨런 T. 워터맨 상 (2014)
- 쓰네코 & 오카자키 레이지 상 (2015)
- 탕상 (2016)
- 가드너 국제상 (2016)
- 올버니 의료센터 상 (2017)
- 레멜슨-MIT 상 (2017)
- 미국 예술 과학 아카데미 회원 (2018)
- 미국국립과학원 회원 (2018)
- 게이오 의학상 (2018)
- 하비 과학상 (2018)
- 에드워드 노비츠키상 (2021)

## 같이 보기
- 유전자 가위